# Trichosurus
Trichosurus é um gênero de marsupial da família Phalangeridae.

## Espécies
- Trichosurus arnhemensis Collett, 1897
- Trichosurus caninus (Ogilby, 1835)
- Trichosurus cunninghami Lindenmayer, Dubach e Viggers, 2002
- Trichosurus johnstonii (Ramsay, 1888)
- Trichosurus vulpecula (kerr, 1792)